# Ivan Nordgren
Carl Ivan Nordgren, född 22 juli 1895 i Brännkyrka församling, död 12 november 1974 i Kungsholmens församling, var en svensk företagsledare.
Ivan Nordgren var son till tågmästaren Claës Nordgren. Efter studentexamen i Stockholm 1916 och avgångsexamen från Handelshögskolan där 1918 var Nordgren först tjänsteman i Stockholms enskilda bank och sedan direktörsassistent i AB Nordisk organisation samt vistades på Handelshögskolans stipendium i USA 1920–1921, Han stannade där 1921–1922 som tjänsteman i Guarantee Trust Company i New York. Efter hemkomsten var Nordgren direktörsassisten i Fr. Svanström & Co.:s pappershandels AB 1922–1927. År 1927 blev han försäljningschef hos AB P. Herzog & söner, där han stannade till 1930, då han blev anställd som annonsdirektör hos Stockholms-Tidningen. Åren 1937–1943 var han försäljningsdirektör i AB Stockholms bryggerier och vice VD i det anslutna Apotekarnes mineralvattens AB. Han var från 1943 vice ordförande i Sveriges vattenfabrikanters riksförbund och var 1943–1947 styrelseledamot i Svenska fruktföreningen UPA. Åren 1941–1943 var han ordförande i Sveriges Reklamförbund. Ivan Nordgren är begravd på Norra begravningsplatsen utanför Stockholm.